# Jim Banks
James Edward Banks (* 16. července 1979 Columbia City, Indiana) je americký politik a člen amerického námořnictva, člen Republikánské strany. Od ledna 2025 je senátorem USA za stát Indiana.
V mládí studoval politologii na Indiana University Bloomington. Několik let pracoval ve městě Fort Wayne. V letech 2008 až 2010 byl členem rady okresu Whitley. V letech 2010 až 2016 působil jako člen indianského státního senátu. V letech 2014 až 2015 sloužil v Afghánistánu jako rezervista amerického námořnictva. V letech 2017 až 2025 působil jako člen Sněmovny reprezentantů za indianský třetí okrsek. V lednu 2021 hlasoval pro neuznání výsledků amerických prezidentských voleb z roku 2020. V letech 2021 až 2023 předsedal Republican Study Committee.
Poté, co dosavadní senátor Mike Braun oznámil, že nebude mandát senátora obhajovat, byl jako jediný kandidát Republikánské strany zvolen v primárních volbách jako její stranický kandidát. Poté ve volbách v roce 2024 porazil Demokratku Valerie McCrayovou a v lednu 2025 se tak ujal funkce amerického senátora za Indianu.
Od roku 2005 je ženatý, má tři děti.